# BGHR
BGHR (Abkürzung für BGH-Rechtsprechung) bezeichnet eine systematische Sammlung der Entscheidungen des Bundesgerichtshofes, die von den Richtern des Bundesgerichtshofes bearbeitet wird:
- in Zivilsachen, mit Verfahrensrecht und Nebengesetzen
- in Strafsachen, mit Strafprozessordnung

Der Verlag Carl Heymanns verlegt bzw. produziert die Entscheidungssammlung. Die gedruckte Version wird nicht mehr verlegt. Die digitale Version wurde mit den Sammlungen BGHZ und BGHSt zusammengeführt.

## Zitierweise
Die Entscheidungen werden mit Gesetz und Schlagwort zitiert (bspw.: BGHR BGB § 812 Abs. 2 Stromdiebstahl).
Nicht zu verwechseln ist die Entscheidungssammlung mit dem BGH-Report, einem Periodikum, das wie die OLG-Reports alle zwei Wochen im Verlag Dr. Otto Schmidt erscheint.